# 乔治·埃尔伍德·史密斯
乔治·史密斯（英語：George Elwood Smith，1930年5月10日—2025年5月28日），美国物理学家，2009年诺贝尔物理学奖得主。

## 生平
史密斯出生于美国纽约州白原市。1955年获得宾夕法尼亚大学的理学学士学位，1959年获得芝加哥大学物理博士学位，此后进入贝尔实验室工作，一直至1986年退休。1969年，他与加拿大出生的物理学家威拉德·博伊尔共同发明電荷耦合元件（CCD）。2009年，史密斯与博伊尔和高锟三人共同获得诺贝尔物理学奖。
2025年5月28日，史密斯于新泽西州巴尼加特镇区的自宅内过世，享年95岁。